# Chelonoidis porteri
La tortuga gigante de Santa Cruz (Chelonoidis porteri) es una especie de tortuga de la familia Testudinidae, endémica de una de las islas que componen el archipiélago de las islas Galápagos, perteneciente a Ecuador. Integra el complejo de especies denominado Complejo Chelonoidis nigra.   

## Distribución
Es una especie endémica de la isla Santa Cruz, en el  archipiélago de las islas Galápagos. La principal población se distribuye en el suroeste de dicha isla, con una población más pequeña en el noroeste de la misma. El promedio anual de precipitaciones de esta isla en la costa es de menos de 300 mm, mientras que en el sector a mayor altitud llega a los 1700 mm. 

## Taxonomía
Esta especie integra, junto a los otros taxones, el complejo Chelonoidis nigra el que incluye a todas las especies de tortugas nativas de las islas Galápagos. Anteriormente, este taxón y los demás del complejo, eran considerados subespecies de Chelonoidis nigra, pero nuevos estudios permitieron separarlos como especies plenas.

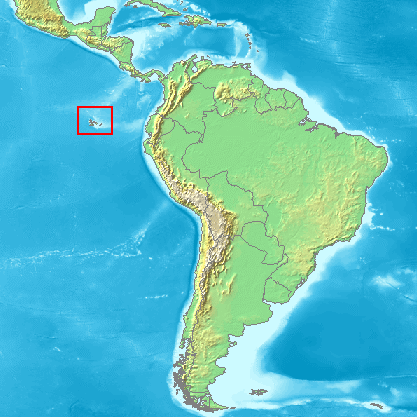
Ubicación del archipiélago de las Galápagos.

## Alimentación
Se alimenta de frutos silvestres, gramíneas, y cactáceas.

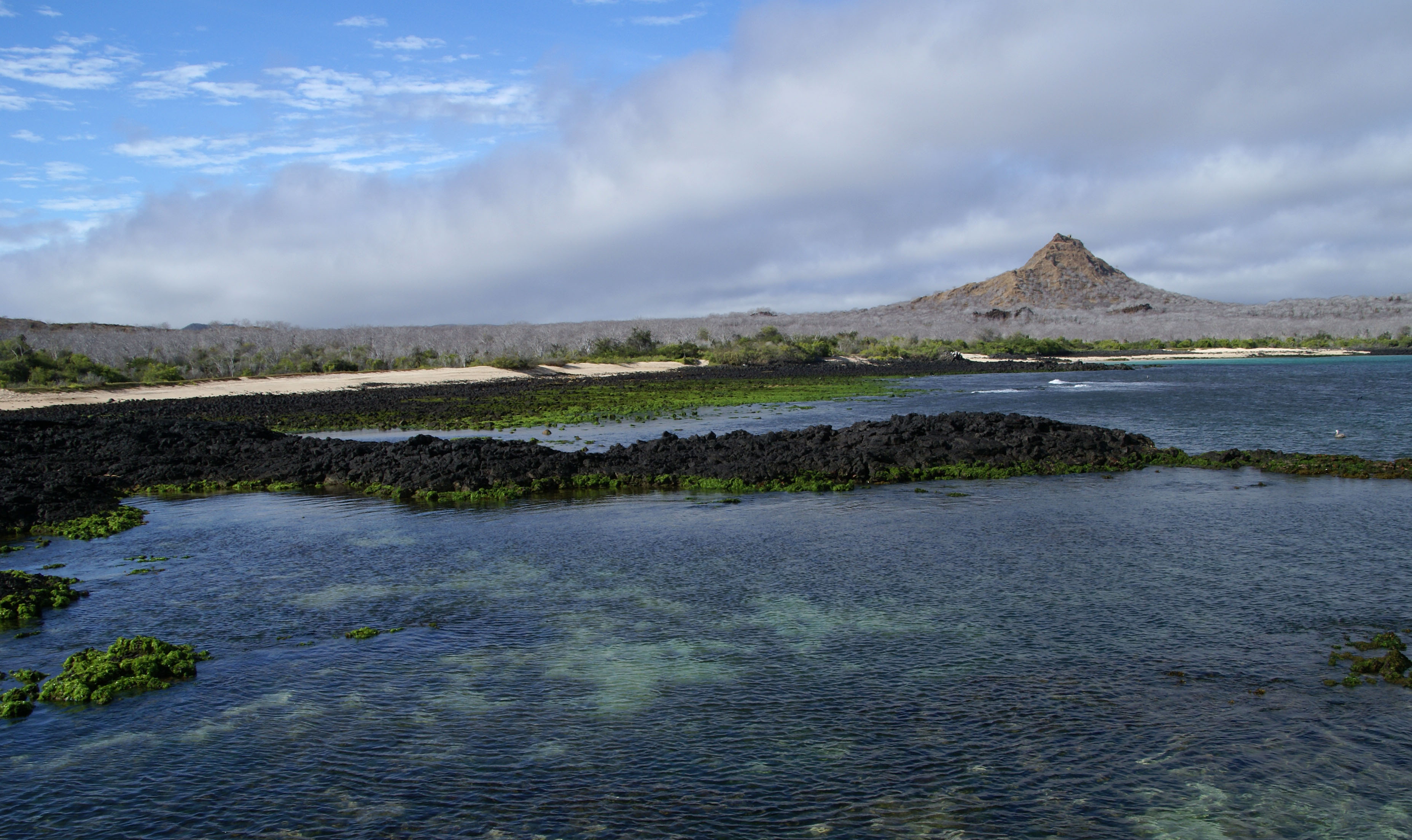
El hábitat de la especie.

## Características
Pruebas de ADN mitocondrial muestran que hay en realidad tres poblaciones genéticamente distintas en la isla de Santa Cruz. Se caracterizan por su caparazón negro y oval, de 130 cm de largo, el cual es abovedado, más alto en el centro que en el frente, y amplio en la parte anterior.

## Reproducción
El éxito reproductivo se vio severamente obstaculizado durante muchos años por la presencia de cerdos y perros salvajes, aunque los programas de control son constantes.

## Publicación original
- Rothschild, 1903 : Description of a new species of gigantic land tortoise from Indefatigable Island. Novitates Zoologicae, vol. 10, pág. 119.

## Etimología
La especie fue dedicada a Porter.

## Población sobreviviente
La población sobreviviente es de 3391 individuos.

## Conservación
Para la IUCN es una especie «En peligro crítico». Las islas Galápagos fueron declaradas parque nacional en 1959, protegiendo así el 97,5 % de la superficie terrestre del archipiélago. El área restante es ocupada por asentamientos humanos que ya existían al tiempo de la declaratoria, los que poseen 25 000 habitantes.

## Ejemplar más longevo

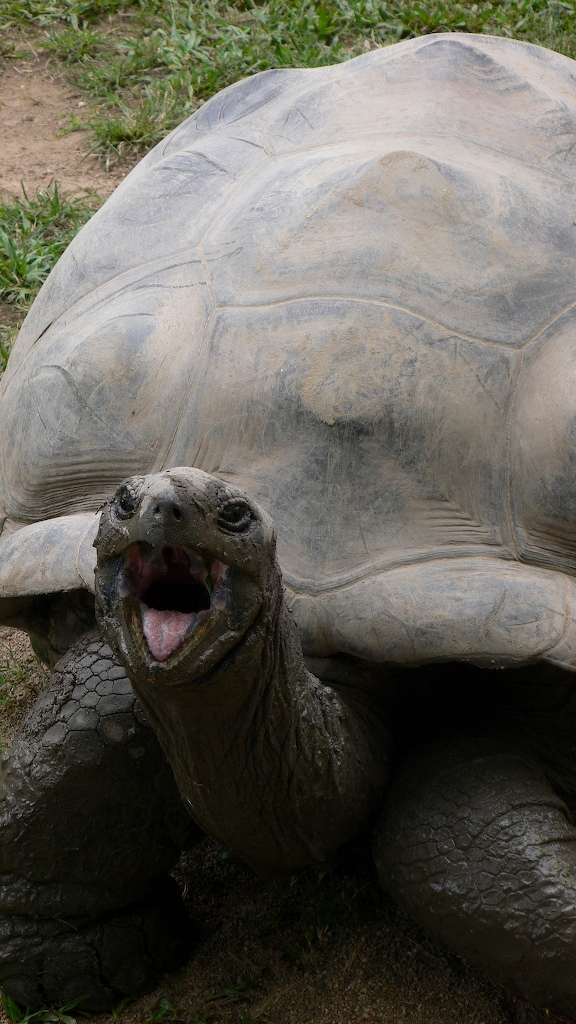
Harriet.

Harriet fue un famoso ejemplar de esta especie, la cual alcanzó una edad de 176 años en el momento de su muerte. Es la cuarta tortuga más longeva del mundo que se tenga registro. Durante 99 años Harriet vivió en los Jardines Botánicos de la ciudad de Brisbane, en Queensland (Australia), siendo posteriormente trasladada al Zoo de Australia, propiedad del cazador de cocodrilos Steve Irwin, lugar donde vivió hasta sus últimos días.